# 김정훈 (1994년)
김정훈(1994년 2월 14일 ~ )은 대한민국의 전직 스타크래프트 II 프로게이머이다. 종족은 프로토스이며, 아이디는 Sora이다.
2013년 1월 CJ 엔투스의 연습생으로 들어가면서 게이머 생활을 시작했다. 2013년 6월 KeSPA가 주최한 제1회 스타크래프트II 온라인 개인 최강전에서 전체 1위를 기록, 준프로게이머 자격을 획득했다.

## WCG 2013 한국대표 선발전 이변의 주인공
2013년 7월 WCG 2013 한국대표선발전 예선에 준프로게이머 자격으로 참가한 김정훈은 1차예선에서 송재경, 정명훈, 최경민, 최지성을 격파했으며 2차예선에서는 이원표를 상대로 승리하며 본선에 진출했다.
본선 8강에서는 고병재를 상대로 2:0으로 승리했고 4강에서는 김민철을 2:0으로 꺾고 결승에 진출, WCG 2013 그랜드파이널 진출을 확정지었다.
결승에서는 원이삭에게 0:2로 패했다.
2015년 11월 27일 CJ 엔투스와의 계약을 종료, 무소속 신분이 되었다. 이후 소식이 없는 것으로 보아 은퇴한 것으로 보인다.

## 주요 기록
스타크래프트 II : 프리미어 개인리그 준우승 1회
- 2013년 KeSPA 제1회 스타크래프트 II 온라인 개인 최강전 우승
- 2013년 WCG 2013 한국대표선발전 스타크래프트 ll 부문 준우승 (WCG 2013 그랜드파이널 진출)
- 2013년 2013 WCS 코리아 시즌 3 챌린저리그 32강
- 2013년 WCG 2013 그랜드파이널 스타크래프트 ll 부문 준우승 (1:3 김민철)
- 2014년 2014 WCS 코리아 시즌 1 핫식스 글로벌 스타크래프트 II 리그 코드 S 32강
- 2014년 2014 WCS 코리아 시즌 2 핫식스 글로벌 스타크래프트 II 리그 코드 A 48강
- 2014년 2014 WCS 코리아 시즌 3 핫식스 글로벌 스타크래프트 II 리그 코드 A 48강
- 2014년 WECG 2014 한국대표선발전 스타크래프트 ll 부문 3위 (WECG 2014 그랜드파이널 진출)
- 2015년 스베누 스타크래프트 II 스타리그 2015 시즌 3 챌린지 24강